# عادل تيتي
عادل تيتي (بالسويدية: Adil Titi)‏ هو لاعب كرة قدم سويدي في مركز الوسط، ولد في 20 أغسطس 1999 في السويد. شارك مع منتخب السويد تحت 18 سنة لكرة القدم ومنتخب السويد تحت 19 سنة لكرة القدم. أما مع النوادي، فقد لعب مع نادي غوتبورغ.

## وصلات خارجية
- عادل تيتي على موقع اتحاد السويد (السويدية)
- عادل تيتي على موقع قاعدة بيانات كرة القدم.إي يو (الإنجليزية)
- عادل تيتي على موقع ناشيونال فوتبول تيمز (الإنجليزية)
- عادل تيتي على موقع Soccerway.com (الإنجليزية)
- عادل تيتي على موقع عالم كرة القدم.نت (الإنجليزية)